# Jules Bertin
Pour les articles homonymes, voir Bertin.

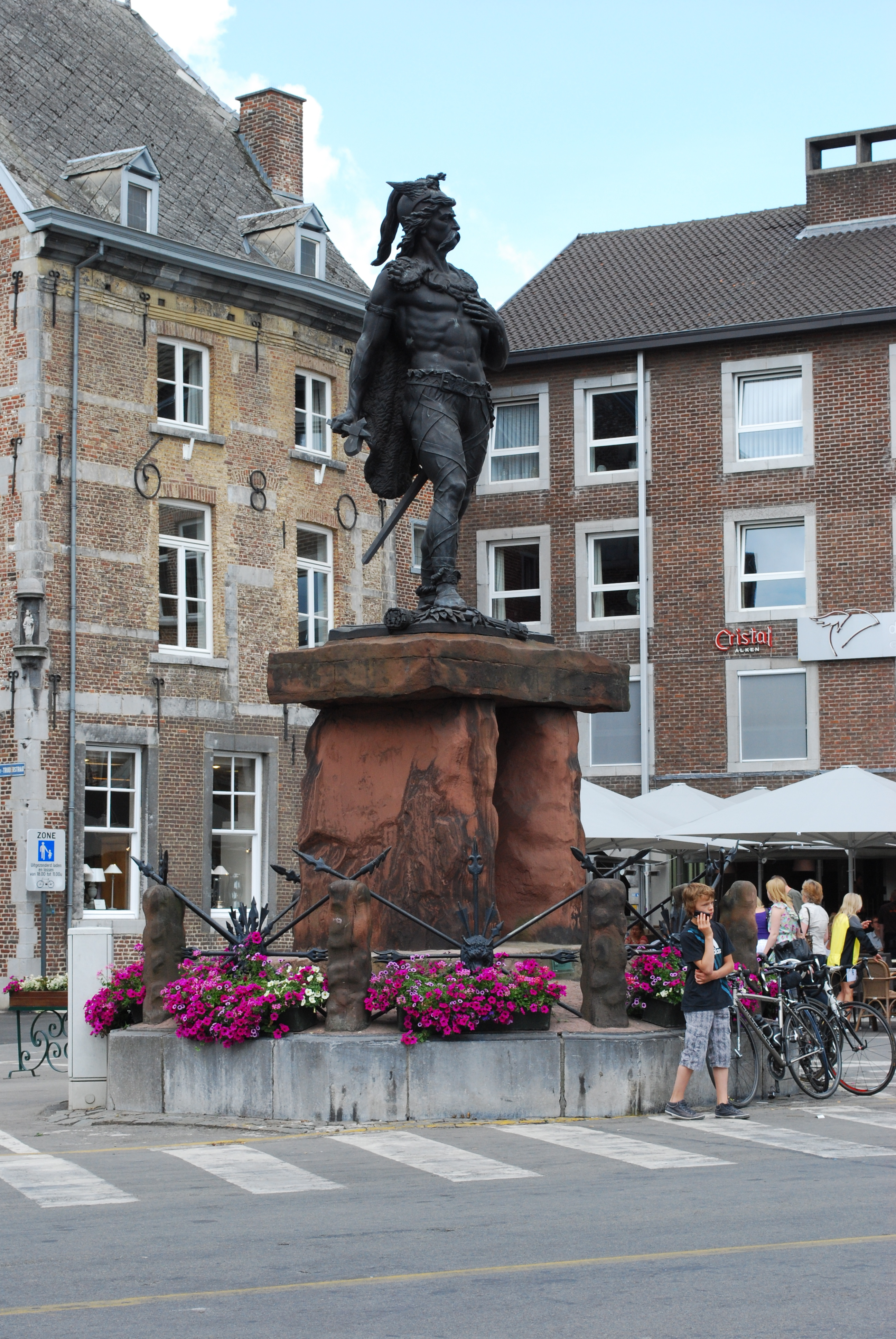
Monument à Ambiorix, Grand Place de Tongres.

Jules Bertin, né le 1er mars 1826 à Saint-Denis où il est mort le 19 mars 1892, est un sculpteur français.

## Biographie
Il a habité à Saint-Denis à l'angle des actuelles rue Dohis et Danielle Casanova.
Formé à l'Académie royale des beaux-arts d'Anvers de 1842 à 1848, Jules Bertin s'installe ensuite à Liège et participe en 1866 à la restauration de la basilique Notre-Dame à Tongres, où son Monument à Ambiorix (1866) est érigé sur la Grand-Place.
À partir de 1870-1871, il s'installe à Paris, d'où, en 1880, il envoie au Salon de Bruxelles sa statue en bronze de L'Alsace en deuil. Son Monument à Vercingétorix (1890) à Saint-Denis, envoyé à la fonte pendant la Seconde Guerre mondiale, est une variante du Monument à Ambiorix.

## Œuvres
- 1865-1866 : Monument funéraire de Léopold Ier, Laeken (participation)[réf. nécessaire].
- 1866 : Monument à Ambiorix, Tongres, Grand Place[5].
- 1890 : Monument à Vercingétorix, Saint-Denis. Variante du Monument à Ambiorix de Tongres, envoyé à la fonte pendant la Seconde Guerre mondiale[6],[4].